# Into the Blue (chanson de Moby)
Singles de Moby
Everytime You Touch Me
(1995) What Love?
(1995)
Pistes de Everything is Wrong
First Cool Hive
(08) Anthem
(10)
Into the Blue est une chanson de Moby sortie en 1995 comme 5e single extrait de l'album Everything is Wrong.
La chanteuse américaine Mimi Goese a co-écrit la chanson et prêté sa voix à la chanson.
Au tempo lent et à l'ambiance mélancolique, Into the Blue contraste avec les premiers singles de l'album, plus orientés house ou techno.
La chanson se hisse à la 34e position du UK Singles Chart et à la 17e position du Irish Singles Chart.
Le Spiritual Mix comprend un sample de la chanson Atmosphere du groupe Joy Division, connu pour avoir été une inspiration majeure chez Moby, tandis que Into the Blues Mix a été produit en partenariat avec un ami de Moby, Jon Spencer, chanteur du groupe Jon Spencer Blues Explosion.

## Clip vidéo
Le clip vidéo de Into the Blue a été dirigé par Dani Jacobs en 1995. ll met en scène Moby et Mimi Goese se promenant à New York dans un monde totalement bleu.

## Liste des morceaux

### CD
| 1. | Into the Blue (Beatmasters Mix)    | 4:10 |
| 2. | Shining                            | 4:49 |
| 3. | Into the Blue (Summer Night Mix)   | 7:20 |
| 4. | Into the Blue (Into the Blues Mix) | 5:38 |

| 1. | Into the Blue (Voodoo Child Mix)                   | 6:14 |
| 2. | Into the Blue (Spiritual Mix)                      | 8:59 |
| 3. | Into the Blue (Simple Mix)                         | 6:13 |
| 4. | Into the Blue (Uplifting 4 Beat Mix)               | 5:49 |
| 5. | Into the Blue (Summer Wind Mix)                    | 4:52 |
| 6. | Into the Blue (The Buzz Boys Main Room Mayhem Mix) | 7:45 |

### 12"
| 1. | Into the Blue (The Buzz Boys Main Room Mayhem Mix) | 7:45 |
| 2. | Into the Blue (Underground Mix)                    | 8:19 |
| 3. | Into the Blue (Hard Mix)                           | 5:08 |
| 4. | Into the Blue (Voodoo Child Mix)                   | 6:14 |

## Classements
| Charte (1995)                             | Meilleure position |
| ----------------------------------------- | ------------------ |
| Ireland (IRMA)                            | 17                 |
| UK Singles Chart (Official Chart Company) | 34                 |